# Laboratorio de Ciencias de la Computación e Inteligencia Artificial del Instituto de Tecnología de Massachusetts
El Laboratorio de Ciencias de la Computación e Inteligencia Artificial del Instituto de Tecnología de Massachusetts (MIT Computer Science and Artificial Intelligence Laboratory -CSAIL- en idioma inglés) es un laboratorio de investigación del Instituto de Tecnología de Massachusetts formado por la fusión, en el año 2003, del Laboratory for Computer Science y el Artificial Intelligence Laboratory. Ubicado en el Stata Center, CSAIL es el más grande laboratorio en campus por su alcance y su personal de investigación.

## Actividades de investigación
Las actividades de investigación del CSAIL son organizadas alrededor de un número de grupos de investigación semiautónomos, cada uno dirigido por uno o más catedráticos o científicos investigadores. Estos grupos están divididos en siete campos generales de investigación:
- Inteligencia artificial
- Biología computacional
- Computación gráfica
- Visión artificial
- Lenguaje y aprendizaje
- Teoría de la computación
- Robótica
- Sistemas (incluye arquitectura de computadora, bases de datos, sistemas distribuidos, redes y sistemas de red, sistemas operativos, metodología de programación, e ingeniería de software entre otros)

Además, CSAIL es el anfitrión del World Wide Web Consortium (W3C).